# Monolepta castaneipennis
Monolepta castaneipennis – gatunek chrząszcza z rodziny stonkowatych, podrodziny Galerucinae.
Gatunek tan opisany został w 1940 roku przez Victora Laboissière.
Chrząszcz o ciele długości od 5 do 6,8 mm. Głowę ma czerwoną, przedplecze i całe pokrywy karminowoczerwone, tarczkę i odwłok czerwone, śródtułów i zatułów żółtawoczerwone lub czerwone, a  odnóża żółte do jasnorudożółtych. Czułki żółte, najwyżej z czerwoną końcówką ostatniego członu; ich trzeci człon jest dłuższy niż u szczytu szeroki. U samicy spermateka ma długą, smukłą część środkową cornu i nodulus większy niż u M. miltinoptera, grzbietowa strona sklerytów torebki kopulacyjnej jest mała i z mocnymi kolcami, zaś brzuszna strona owych sklerytów delikatnie pofalowana na zewnętrznym brzegu.
Owad afrotropikalny, górski, znany z Konga, Ugandy, Kenii i Tanzanii.